# Tinghøjtårnet
Tinghøjtårnet er et radiokædetårn, som blev bygget i 1959, for at indgå i Danmarks Radios og P&Ts nye kæde af radiokædetårne. Tårnet er (uden gittermast) 124 meter højt, og er derved et af de højeste infrastruktur-objekter i Danmark, og det højeste af alle radiokædetårne i landet.
Tårnet er tegnet, og bygget af firmaet Wright, Thomsen & Kier. Det tog omkring 14 dage at støbe selve tårnet, derefter kom arbejdet med at støbe de to såkaldte terrasser, eller balkoner som de også kaldes. Derefter blev den 24 meter høje gittermast monteret, og tårnet har derfor en højde på 148 meter.  
Tinghøjtårnet (samt de andre radiokædetårne) blev under den kolde krig anset for at være et oplagt terrormål. Det daværende P&T, som dengang stod for driften af radiokædetårnene, besluttede at, de skulle males fra deres originale betonfarve, til den kamuflerende grønne farve, som de stadig har i dag.       
Tårnets oprindelige funktion som radiokæde forsvandt, da det analoge fjernsynssignal i Danmark, blev nedlagt den 31. oktober 2009.
Tårnet som nu ejes af TDC, bruges i dag udelukkende som radiokommunikationstårn, til distribution af radiosignaler, og mobiltelefoni. Derudover bruger politiet og Forsvaret tårnet til distribution af deres signaler.